# Graphania maya
Graphania maya är en fjärilsart som beskrevs av Hudson 1898. Graphania maya ingår i släktet Graphania och familjen nattflyn. Inga underarter finns listade i Catalogue of Life.